# Rio Stellone
Il torrente Stellone (Stlon in piemontese) è un affluente di sinistra del torrente Banna. Il suo corso si svolge per un breve tratto in provincia di Cuneo e poi nella di città metropolitana di Torino, e dà il nome anche al paese di Villastellone, a circa 15 km sud-est dal capoluogo piemontese.

## Percorso

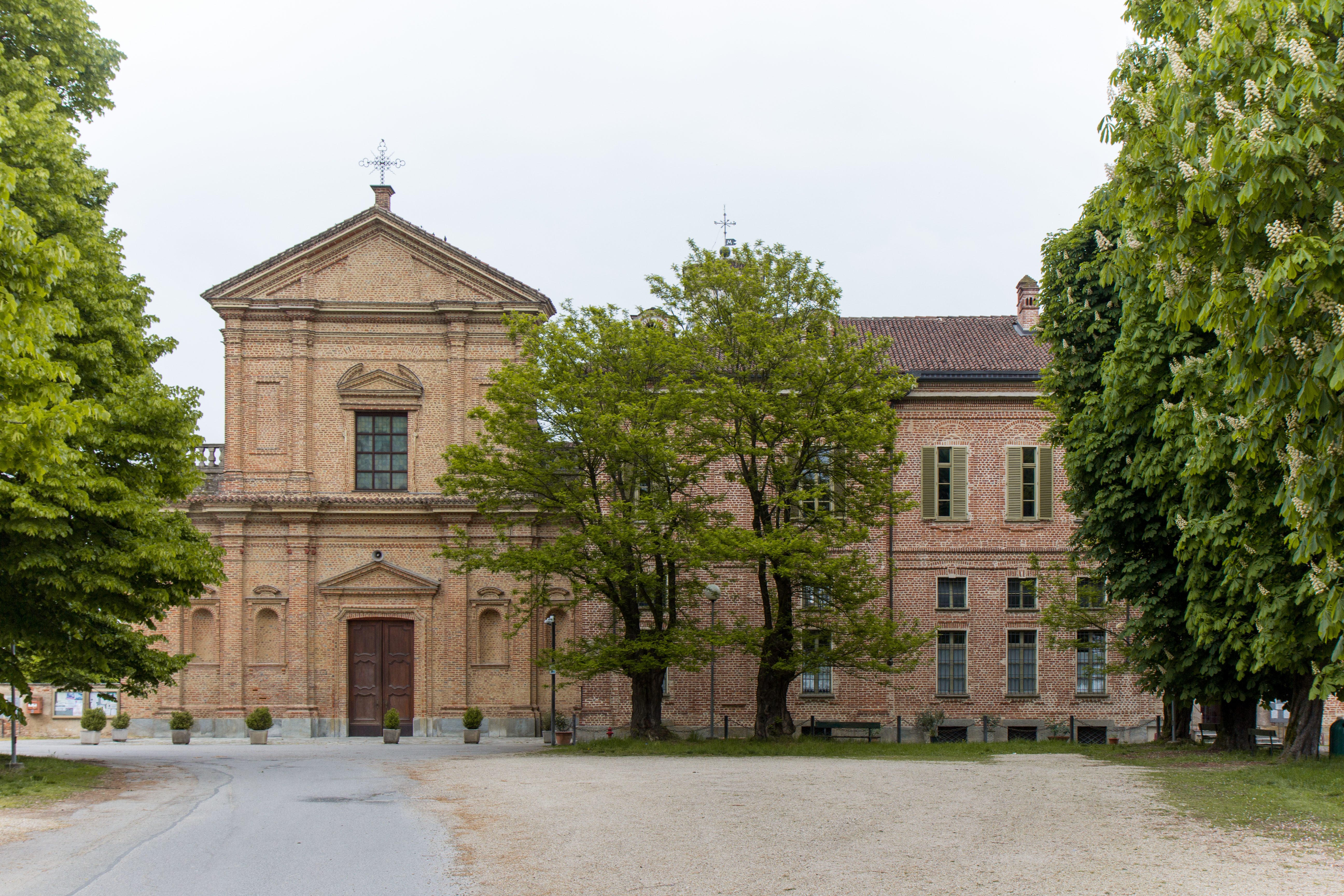
abbazia di Casanova a Carmagnola

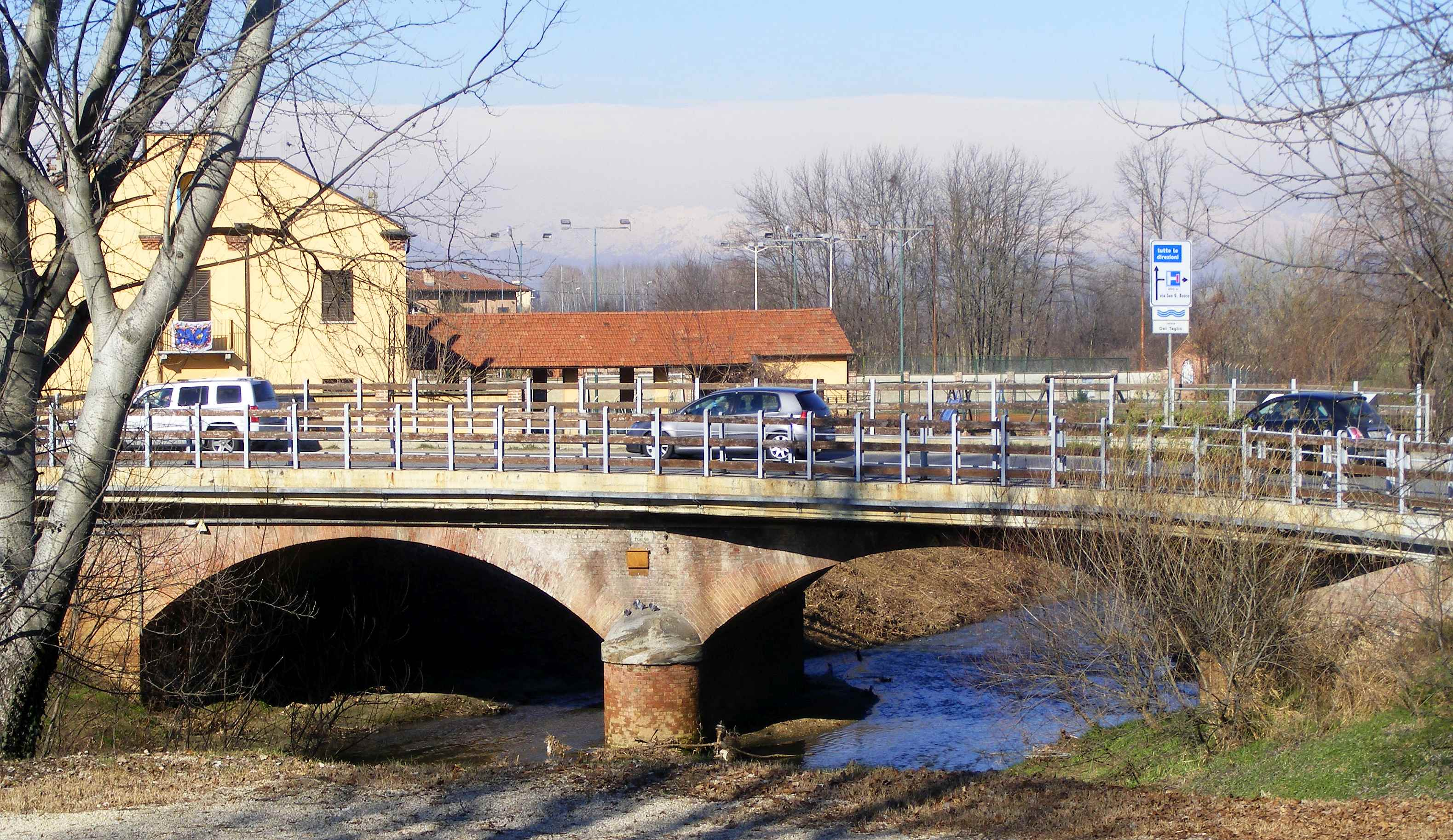
Il rio all'uscita di Villastellone e l'inizio del "canale del Taglio"

Nasce a circa 300 m di quota da un lago di Ceresole d'Alba, in località "Cantarelli dei boschi", dove è alimentato dalle risorgive e dai laghetti della zona; dirigendosi verso nord, incontra un altro troncone, proveniente dalla frazione Ternavasso di Poirino. Successivamente, piega il suo corso verso ovest. Qui riceve l'apporto idrico del rio di Venesima, suo affluente di destra orografica. Lambisce i terreni dell'abbazia di Casanova a Carmagnola, poi raggiunge l'abitato di Villastellone, dove riceve l'apporto idrico della "Gora di Borgo" detta anche "Bealera dei Mulini", che ne raddoppia la portata; un centinaio di metri a monte della suddetta confluenza il rio di San Pietro, si immette nella gora.
Nell'abitato di Villastellone supera, con un salto artificiale, un leggero dislivello e il letto si allarga a formare il Gorgo del Mulino; supera poi il ponte ottocentesco per Carignano, e da qui fino alla sua confluenza nel torrente Banna, in regione Aigotta, assume il nome di Canale del Taglio (essendo questo un canale artificiale scavato a mano in secoli passati). Dal Gorgo del Mulino, costeggiando il Parco del Marchese Morra di Lavriano si dirama il canale dell'Aigotta che, ormai prosciugato, è molto utile in caso di piena in quanto riduce la pressione sul ponte e l'apporto idrico alla confluenza con il Banna nel comune di Moncalieri.

## Affluenti principali
- Rio di Venesima
- Gora di Borgo o Bealera dei Mulini
- Rio di San Pietro
- Canal del Canarino: questo canale era quasi del tutto scomparso, dopo l'alluvione dell'Aprile 2009 si decise di recuperarlo in quanto avrebbe svolto il compito di raccogliere l'acqua eventualmente esondata dalla bealera dei Mulini allontanandola dall'abitato di Villastellone. Nell'estate 2010 venne nuovamente tracciato il suo letto.
- Bealera del Priore: nasce da risorgive nella zona di Cascina Nuova (fra Borgo Cornalese e Fortepasso), si dirige poi in direzione nord passando al limite del viale che porta da Borgo Cornalese a tetti Faule nel comune di Carignano, qui raccoglie le acque provenienti dalla vicina palude, proseguendo il suo corso verso nord arriva nei pressi della cascina Pelabue e raccoglie l'acqua di scolo delle bassure ivi presenti. Costeggia il fabbricato dell'acquedotto cittadino e dopodiché costeggia la cascina Verna. Supera il rettilineo Villastellone-Carignano e si addentra nelle campagne di Tetti Mauritti dirigendosi verso il territorio moncalierese, nei pressi della frazione Rotta di Moncalieri si rigetta nel canale del Taglio.

Nella primavera del 2011 sono cominciati i lavori per dragare il letto di questo rio, che si presentava interrato a tal punto da far perdere le proprie tracce.

## Problematiche
Le importanti piene hanno nei secoli dato molti problemi all'abitato di Villastellone e alle campagne circostanti; tra le ultime alluvioni da citare ci sono quelle del:
- 1973: in questa occasione venne asportato dalla furia delle acque il ponte di via Como a Villastellone e la parte bassa del paese compresa fra via Como (allora via Roma) e il parco del Levà venne allagata.
- 1990: l'esondazione del rio interruppe la provinciale 129 Carmagnola-Poirino.[4]
- 1994: nella notte fra il 5 e il 6 novembre la piena del rio superò dal piano d'alveo i 5 metri, tutta la parte più bassa del paese venne inondata da un minimo di 50 cm, registrati in viale Signorini, a un massimo di 150 cm nelle zone di via Como, via Levà, via Lavatoio, via Zappata e nel primo tratto di via Madonna e ancora nella zona di via XXV Aprile, Via Carignano, Via San Giovanni Bosco dove l'allagamento superò i 50 m. Il paese rimase tutta la notte senza luce elettrica e i danni furono ingentissimi, inoltre gli affluenti, non riuscendo a scaricare le loro acque, tracimarono allagando campi e strade di campagna.
- 2008: il 18 dicembre vennero allagate le zone agricole, ma il paese non subì danni, tuttavia l'evento destò scalpore e s'incominciò a ripensare ad opere di difesa spondale.
- 2009: il 27 aprile le acque invasero nuovamente l'abitato di Villastellone a causa della rottura degli argini sulla Bealera dei Mulini e questa volta i danni maggiori si registrarono nella zona di via XXV Aprile, strada Carignano e via San Giovanni Bosco, la ex strada statale 393 venne interrotta in quanto le acque sommersero l'incrocio per Carignano. Gravi danni si registrarono alle coltivazioni e nella frazione di Tetti Mauritti venne sommersa la strada per la cascina Cascinetta, esondarono inoltre il rio di San Pietro nelle campagne di Borgo Cornalese e in frazione Vallongo a Carmagnola e la palude fra Borgo Cornalese e Tetti Faule inondò la strada.
- 2010: nella notte fra il 15 e il 16 giugno le abbondanti precipitazioni gonfiarono lo Stellone fino a fargli raggiungere i 3 metri dal piano d'alveo, dopo 14 mesi gli argini della gora di borgo vennero nuovamente erosi e i campi intorno alla zona di via XXV Aprile si allagarono
- 2011: fra il 16 e il 17 marzo, dopo due giorni di piogge incessanti, i fiumi della zona si gonfiarono nuovamente. La piena maggiore fu quella del Rio di S.Pietro, che iniziò l'inondazione in corrispondenza del cavalcavia dell'autostrada TO-SV, le acque inondarono poi la strada per Borgo Cornalese che venne chiusa; in poche ore la zona detta "i bassi" si ritrovò sommersa da circa un metro d'acqua. Sempre in quest'occasione il canale del canarino recuperato l'anno precedente esondò sommergendo l'incrocio per Carignano sulla ex SS393 e la via per la cascina Cascinetta in località tetti Mauritti.